# Jasminum auriculatum
Jasminum auriculatum Vahl, 1794 è una pianta della famiglia delle Oleacee, che si trova in India, Nepal, Sri Lanka, Bhutan e Isole Andamane.